# Liên đoàn bóng đá Ấn Độ
Liên đoàn bóng đá Ấn Độ, tên chính thức là Liên đoàn bóng đá toàn Ấn Độ (tiếng Anh: All India Football Federation - AIFF, tiếng Hindi: अखिल भारतीय फुटबॉल महासंघ) là tổ chức quản lý, điều hành các hoạt động bóng đá ở Ấn Độ. AIFF quản lý đội tuyển bóng đá quốc gia nam và nữ, tổ chức các giải bóng đá như I-League, cúp liên đoàn, cúp Santosh, cúp Durand,.... AIFF là thành viên của cả Liên đoàn bóng đá Quốc tế (FIFA), Liên đoàn bóng đá châu Á (AFC) và Liên đoàn bóng đá Nam Á (SAFF). AIFF bị FIFA và AFC đình chỉ liên đoàn vào 16 tháng 8 năm 2022 do vi phạm quy chế của họ về sự can thiệp của bên thứ ba khiến Ấn Độ đã bị tước quyền đăng cai các giải đấu bóng đá quốc tế, bao gồm cả Giải vô địch bóng đá nữ U-17 thế giới 2022 dự kiến diễn ra vào ngày 11 tháng 10 năm 2022. Và sau đó hủy cấm vào ngày 27 tháng 8 năm 2022.
Chủ tịch của Liên đoàn bóng đá Ấn Độ hiện nay là ông Priyaranjan Das Munshi.